# Moses Schönfinkel

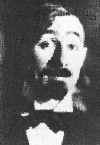
Moses Schönfinkel

Moses Schönfinkel (en russe : Моисей Эльевич Шейнфинкель, Moisseï Elievitch Cheïnfinkel) est un logicien et mathématicien juif soviétique né le 4 septembre 1889 à Ekaterinoslav (aujourd’hui Dnipro, en Ukraine) et mort en 1942 à Moscou.
C'est à l'université de Novorossiysk à Odessa qu'il étudie les mathématiques avec Samuil Osipovich Shatunovskii (en) (1859-1929) qui lui enseigne la géométrie et les fondations des mathématiques. De 1914 à 1924, Schönfinkel est à l'université de Göttingen dans le groupe de David Hilbert.
Dans une présentation donnée à Göttingen en 1920, Schönfinkel invente la logique combinatoire, développée par la suite par Haskell Curry, étudiant de David Hilbert à la fin des années 1920. Cette conférence révisée par Heinrich Behmann (en) a été publiée en 1924. Schönfinkel y introduit, entre autres, l'opération appelée depuis curryfication. 
Schönfinkel a publié en 1929 un article avec Paul Bernays sur le problème de la décision (Entscheidungsproblem) en logique mathématique. Malade, il est placé en sanatorium. Retourné en URSS en 1939, il meurt misérablement à Moscou en 1942, sans que l'on connaisse la date précise de sa mort. Ses écrits sont utilisés comme combustible par ses voisins.